# Maksymilian Gierymski

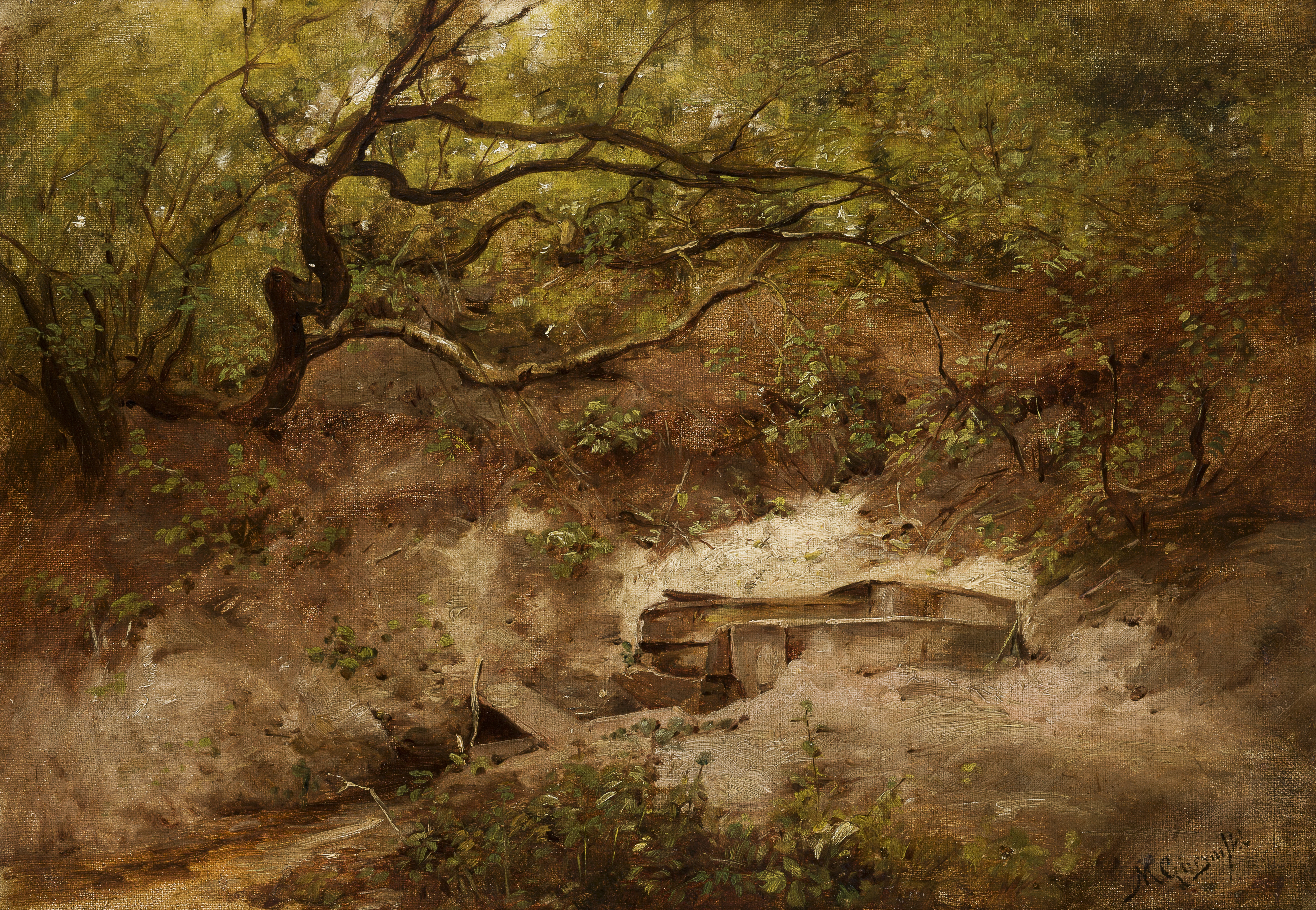
Maksymilian Gierymski, Jabłoń nad potokiem (1868), Muzeum Narodowe w Krakowie

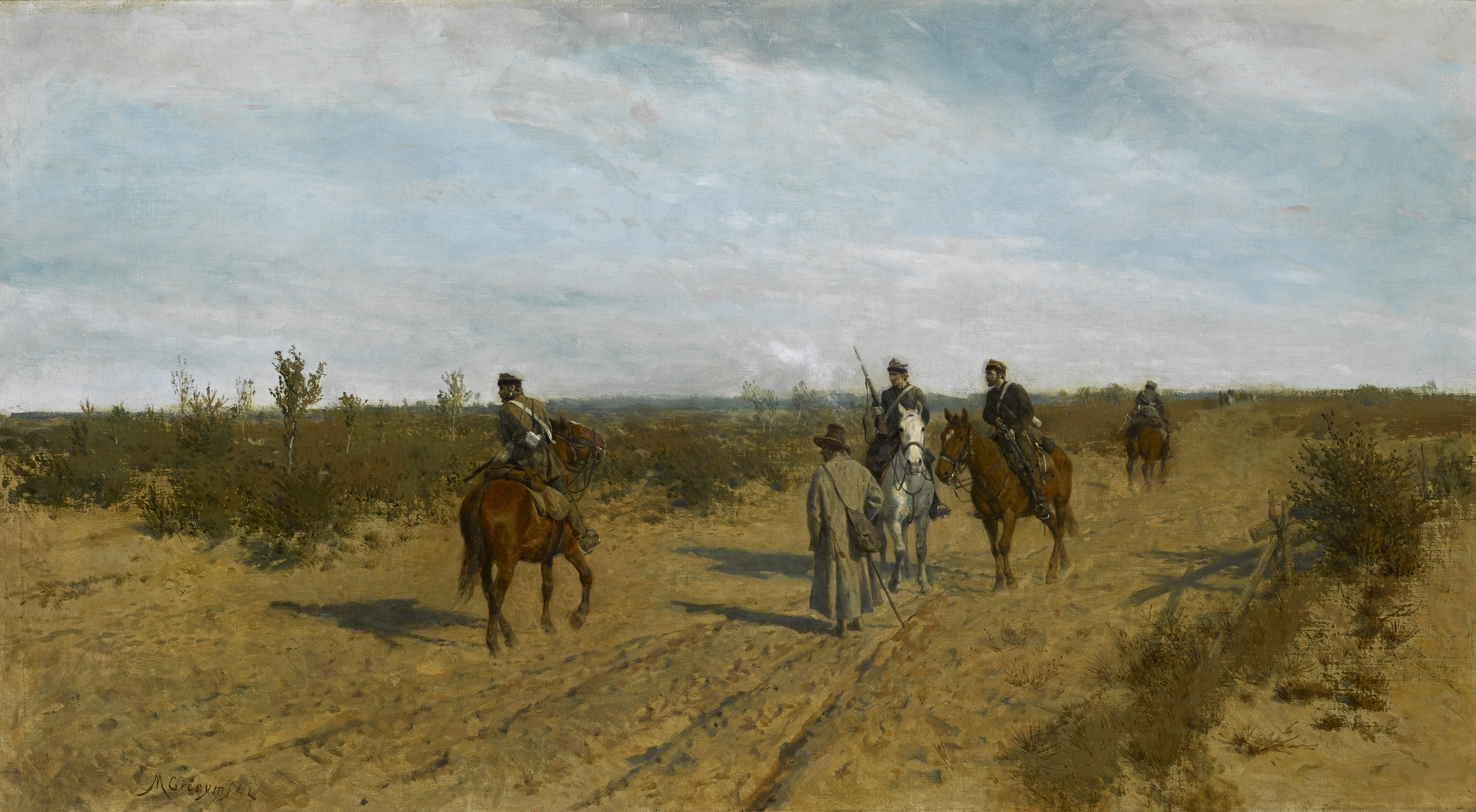
Maksymilian Gierymski, Patrol powstańczy, 1872-1873, olej na płótnie, 60 × 108 cm, Muzeum Narodowe w Warszawie

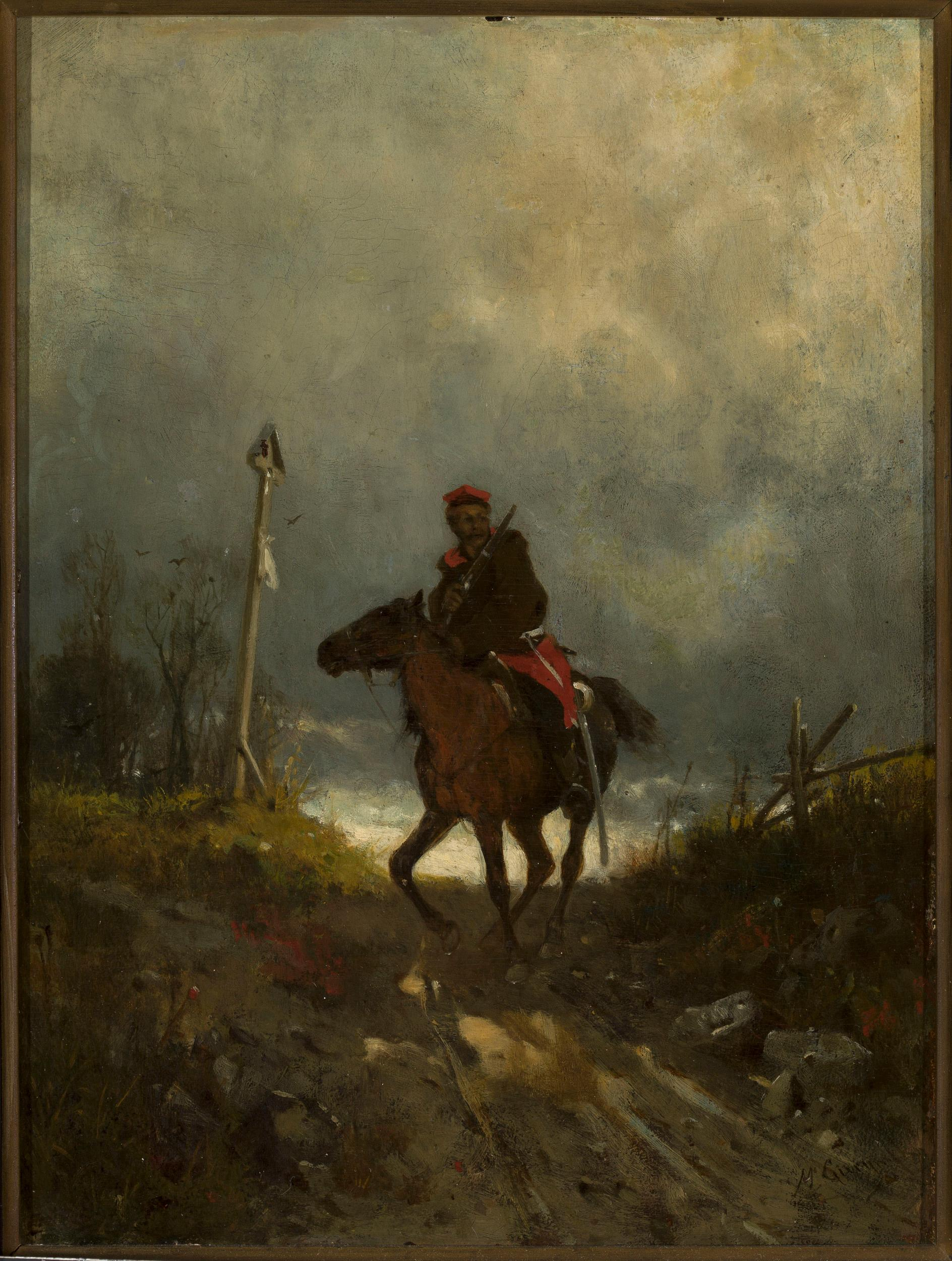
Maksymilian Gierymski, Powstaniec z 1863 roku, 1869

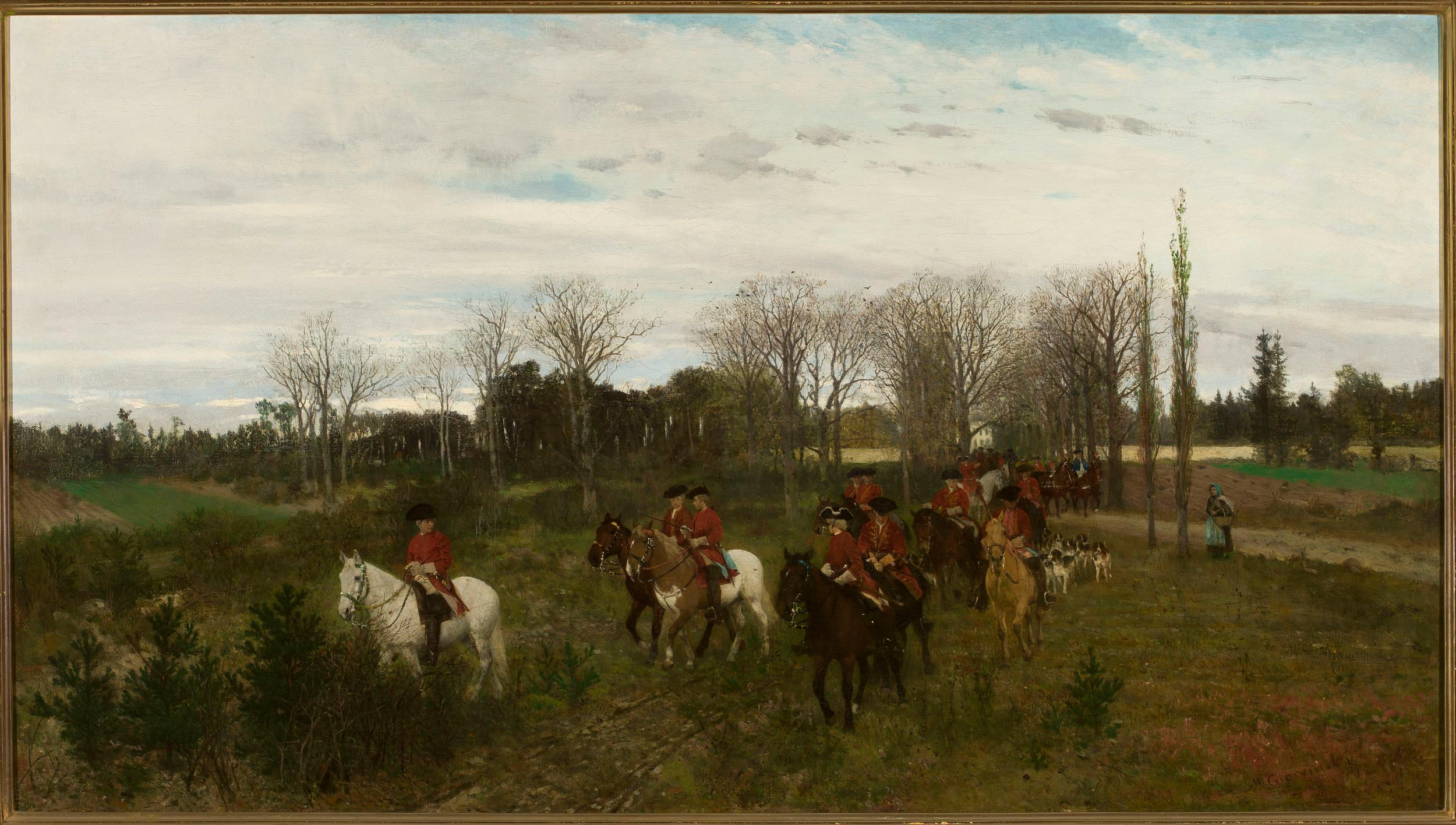
Maksymilian Gierymski, Wyjazd na polowanie, 1867

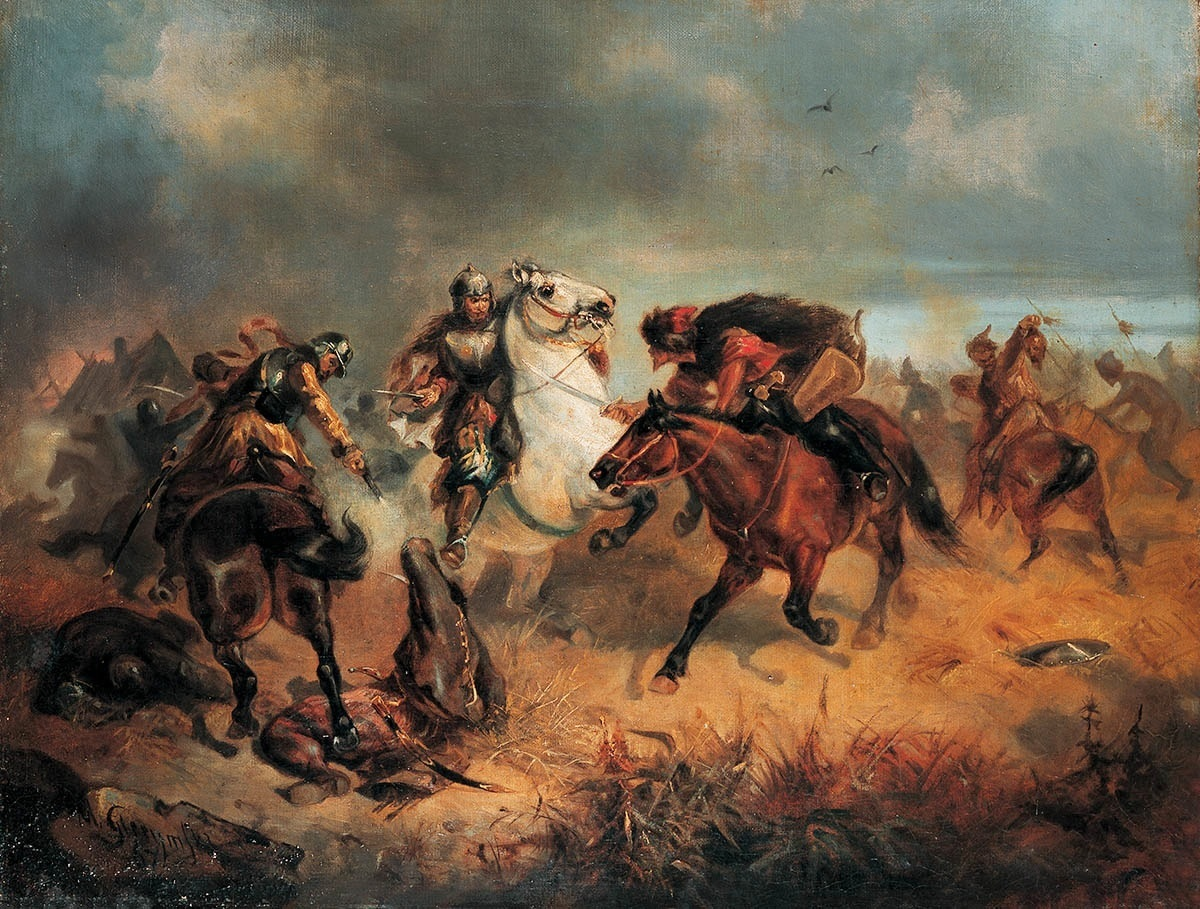
Maksymilian Gierymski, Potyczka z Tatarami, 1867

Maksymilian Dionizy Gierymski (ur. 9 października 1846 w Warszawie, zm. 16 września 1874 w Reichenhall) – polski malarz, współtwórca polskiego realistycznego malarstwa pejzażowego XIX w., przedstawiciel szkoły monachijskiej, starszy brat Aleksandra Gierymskiego.

## Życiorys[2]
Był synem Józefa, wieloletniego administratora wojskowego Szpitala Ujazdowskiego w Warszawie i Julii z Kielichowskich.  Urodził się w 1846 roku przy ulicy Zatyłki (która wówczas biegła za tyłami koszar Mirowskich łącząc Plac Mirowski w Warszawie z ulicą Elektoralną - stąd nazwa). W 1862 ukończył warszawskie Gimnazjum Realne o profilu matematyczno-przyrodniczym i zapisał się do Instytutu Politechnicznego i Rolniczo-Leśnego w Nowej Aleksandrii. Równocześnie pobierał lekcje gry na fortepianie. Muzyka pozostawała jego pasją do końca życia. Jako siedemnastolatek uczestniczył w powstaniu styczniowym. W 1863 porzucił uczelnię i wstąpił do oddziału powstańczego. W 1865 kształcił się w warszawskiej Klasie Rysunkowej. W 1867 roku otrzymał stypendium rządowe, dzięki któremu wyjechał do Monachium, gdzie wstąpił do Akademii Sztuk Pięknych (Antikenklasse: immatrykulacja 26 VII 1867 r.). Wraz z innymi polskimi malarzami tworzył tzw. grupę monachijską. W 1868 przyjęty został do monachijskiego Kunstverein. W 1872 podczas wizyty w kraju zakochał się bez wzajemności w Paulinie Tomaszewicz (była to miłość jego życia). W 1872 na międzynarodowej wystawie w Berlinie otrzymał medal i dyplom za Wiosnę w małym miasteczku. Brał udział także w wystawach międzynarodowych w Monachium (1869) i Wiedniu (1873). W 1873 przebywał w Rzymie. W 1874 został członkiem Akademii Sztuki w Berlinie. Zmarł na gruźlicę w wieku niespełna 28 lat. Pochowany w Bad Reichenhall na cmentarzu przy kościele św. Zenona. Grobowcem opiekował się Jerzy Mycielski. Jakub Juszczyk namalował obraz „Grób Maksymiliana Gierymskiego w Reichenhall”.
Relacje rodzinne i osobowość Maksymiliana Gierymskiego zarysowała Maria Kuczborska, córka siostry artysty Klotyldy w liście do Wiktora Gomulickiego, w którym pisała:

>> Wuja Maksa znam tylko z opowiadania mojej Matki, która kochała go nadzwyczajnie, a potrafiła i w nas wpoić tę miłość z wielką czcią połączoną. Wiem, że prócz wielu zalet charakteru, odznaczał się nadzwyczaj miłym obejściem, był serdecznym, przyjacielskim. Przywiązany był bardzo do rodziny, a największą miłością obdarzał najmłodszą z całego rodzeństwa siostrę, Klotyldę (naszą Matkę); po śmierci matki otaczał ją najtroskliwszą i najserdeczniejszą opieką.<<[...]

[...]Maksymilian Gierymski przede wszystkim jest artystą światowym. Jak się urodził taki człowiek, skąd się wziął? Jakim sposobem na ulicy Zatyłek w Warszawie ukazało się to zjawisko? Jakim cudem ten piękny młodzieniec tak biegle grał na fortepianie? Jak on rozumiał Etiudy Chopina? [...] [...] Nasłuchiwania trzech żołnierzy i chłopa w pikiecie są tak wzruszające, prawdziwe, są zwyczajne jak ta piaszczysta droga, a jednocześnie kryje się za nimi ta ‘akcja wewnętrzna’, ten ‘ton’, owo ‘dno’, o którym tak pięknie mówi Masłowski.[...]

## Twórczość
Maks Gierymski – zwolennik realizmu i poglądu współczesnego mu H. Taine’a, że dzieło sztuki nie jest izolowane, lecz jest – w danej epoce – elementem szerszej całości – swe credo zanotował (1873) w „Dzienniku”. Brzmi ono następująco:

Teorie wszelkie o sztuce zawierają wiele słuszności i wiele prawdy, błądzą tym zawsze jednak, że traktują o sztuce jako o nauce abstrakcyjnej jakiejś, mówią o celach i ideałach istniejących, a ku którym wszystko, co jest sztuką, zdążać niby powinno, w końcu o jakimś najwyższym ideale, o czymś, co wieloma określa się słowami, nie określając wcale ani dotykając środka.
Sztuka jest zawsze wyrazem wieku, jest zawsze odbiciem upodobań, jeżeli nie całego społeczeństwa, to przynajmniej tej warstwy, do której artysta lub poeta przekonaniem lub sympatiami należał. Taka sztuka jest prawdziwą, taka tylko ma znaczenie w postępie całego świata, dla takiej miejsce też ma być zachowane w historii.
Tylko imię artysty, który czuł jak człowiek swego czasu, a wolno mu tylko czuć silniej, zapisane będzie na karcie.

Zasadnicza część jego dorobku malarskiego powstała w ciągu niespełna 6 lat (1869-1874). Malował sceny batalistyczne i rodzajowe, sceny myśliwskie z XVIII w. utrzymane w stylu rokoka (tzw. zofty), epizody z powstania styczniowego oraz nastrojowe pejzaże z Mazowsza i Podlasia (prowincjonalne miasteczka, polne drogi, wiejskie karczmy i chaty). Zajmował się też ilustracją książkową. Wywarł duży wpływ na twórczość m.in. Józefa Chełmońskiego, Stanisława Witkiewicza i swego brata Aleksandra.
Zwracano uwagę na zamiłowanie M.Gierymskiego do muzyki i zdobytą już we wczesnych latach młodości kulturę muzyczną. Zwracano też uwagę na związki malarstwa i muzyki – analogie strukturalne między twórczością plastyczną i muzyczną w jego twórczości. Pisał o tym następująco autor monografii o M. Gierymskim Maciej Masłowski: „O czymś zupełnie innym myślał Gierymski, spowiadając się z tajemniczych, jemu tylko w całej pełni zrozumiałych, dla niego tylko uchwytnych związków swojej sztuki. Nie myślał o przedmiotach czy zjawiskach wydających dźwięki, ale o samej istocie muzyki i malarstwa, o ich wewnętrznych pokrewieństwach, o możliwościach transpozycji strukturalnych elementów muzyki do malarstwa i odwrotnie. Brał rzecz bez porównania głębiej i trudniej. >>Linie i kolory zastępują muzyczne interwale, na miejsce harmonii dźwięków podstawia się harmonię kolorów<< – ależ to wybiega w daleką przyszłość, dźwięczy jak malarstwo Czurlanisa, barwi się jak muzyka Debussy’ego.”.
Pozycję Maksymiliana Gierymskiego w środowisku artystów polskich pracujących w drugiej połowie XIX wieku w Monachium scharakteryzował niemiecki historyk i krytyk sztuki Adolf Bayersdorfer (1875)

[...]>>Talentem i zręcznością ci malarze polscy przewyższają 'przeciętnego artystę niemieckiego zwykłej kategorii’, a w krótkim czasie umieją oni nabyć zdumiewającej wprawy technicznej z łatwością, która ma zakrój natywistyczny [...]
Najznakomitszym między nimi i w ogóle celującym artystą jest (nieżyjący już, niestety) Maksymilian Gierymski, którego dzieła nadają ton i kierunek. Pod względem smaku, zręczności i oryginalności wznoszą się ponad ogół produkcji i należą do najlepszych dzieł, jakimi w ostatnich czasach pochlubić się może sztuka w Monachium. Przede wszystkim umie on nadać swoim dziełom więcej jeszcze interesu kolorystycznego, niż jego towarzysze.[...].<<[...]

Na osiągnięcia artysty w dziedzinie koloru zwracał później (1960) także uwagę Tadeusz Dobrowolski pisząc: „Kolor Gierymskiego, w zasadzie lokalny, zgodny zatem z praktyką realizmu, wyraża się w bardzo szlachetnych, ciepłych i łagodnych, to znowu srebrzystych lub zimnych, czasem zaś zadziwiająco odważnych harmoniach.”
Uwzględniając nader krótki, zaledwie sześcioletni okres twórczości Maksa Gierymskiego i wczesną jego śmierć w wieku niespełna 28 lat, można przyjąć, że jego wysoko doceniane osiągnięcia twórcze były zaledwie wstępnym sygnałem niezrealizowanych możliwości. Tak to pojmował między innymi Stanisław Witkiewicz pisząc:

Patrząc na twórczość [...] Maksa Gierymskiego doznaje się wrażenia takiego, jak kiedy chmura zalegnie Tatry i widać tylko wspinające się w jego gęstwie potężne przyczoła gór, których linie wskazują gdzieś daleko i wysoko ukryty zbieżny punkt szczytu.
Widząc [...] tę podstawę rozwoju przeciętego nagle przez śmierć, wyprowadza się wszystkie konsekwencje z tego, co ta podstawa znamionuje, i z podziwem i czcią wyobraża się ten idealny szczyt. do którego [...mógłby] dosiąc, gdyby nie ogarnęła [...go] chmura.

Nawiązując do wyżej cytowanych poglądów krytyków sztuki – między innymi Stanisława Witkiewicza – na spuściznę malarską Gierymskiego – M. Masłowski, autor jego monografii, usiłował zarysować linię jego twórczego rozwoju. Rozpatrując jego ostatnie, późne prace malarskie („Pochód Kozaków”, szkic do „Polowania”, „Pejzaż miejski”) oceniał, że „kierunek owych linii prowadzących do idealnego szczytu, zdaje się wskazywać na kolor”. Był to wówczas jednak tylko nader wyrafinowany kolor lokalny, a nie dywizjonistyczny impresjonizm, który niebawem (1875) miał się we Francji rozpocząć.

## Kalendarium życia  i twórczości
| Rok  | Data albo orientacyjny okres                    | Miejsce                                                                                     | Opis |
| ---- | ----------------------------------------------- | ------------------------------------------------------------------------------------------- | --- |
| 1846 | 9 października                                  | Warszawa                                                                                    | Narodziny – jako syna Józefa Gierymskiego (urzędnika Budowli Wojskowych – intendenta i administratora, tzw. "dozorcy" koszar mirowskich, później Szpitala Ujazdowskiego w Warszawie) i Julianny (Julii) z Kielichowskich Gierymskiej |
| 1862 | Czerwiec                                        | Warszawa                                                                                    | Ukończenie warszawskiego Gimnazjum Realnego o profilu matematyczno-przyrodniczym. Zapis na studia na Wydziale Mechanicznym do Instytutu Politechnicznego i Rolniczo-Leśnego w Nowej Aleksandrii (tak zwanej Politechnice Puławskiej). Nauka gry na fortepianie między innymi u Ignacego Dobrzyńskiego |
| 1863 | Od stycznia 1863 do pierwszych miesięcy 1864    | Lubelszczyzna, Kieleckie                                                                    | Początek 1863 – porzucenie, studiów wyższych w Instytucie Politechnicznym i Rolniczo-Leśnym w Puławach i przystąpienie do oddziału powstańczego prawdopodobnie na terenie Lubelszczyzny i Kielecczyzny?. |
| 1863 | Od stycznia 1863 do pierwszych miesięcy 1864    | Lubelszczyzna, Kieleckie                                                                    | Od stycznia 1863 do pierwszych miesięcy 1864 – udział, wraz z kolegami z Puław, w powstaniu w randzie oficera. |
| 1863 | Od stycznia 1863 do pierwszych miesięcy 1864    | Lubelszczyzna, Kieleckie                                                                    | Obawy o grożące ze strony caratu represje prowadzące do bagatelizowania udziału Maksymiliana Gierymskiego w powstaniu. |
| 1864 | Początek roku, brak dokładnych dat i dokumentów | Warszawa                                                                                    | Powrót do Warszawy i po uniknięciu represji politycznych – krótkotrwałe studia na Wydziale Matematyczno-Fizycznym w Szkole Głównej |
| 1865 | 15 marca 1865                                   | Warszawa                                                                                    | Od 15 marca 1865 – kilkumiesięczne studia w warszawskiej Klasie Rysunkowej zapewne pod kierunkiem R. Hadziewicza i C.Breslauera (?) |
| 1865 |                                                 | Warszawa                                                                                    | Nawiązanie bliskich kontaktów z J. Kossakiem i jego ówczesny wpływ na twórczość M. Gierymskiego. |
| 1865 |                                                 | Warszawa                                                                                    | Pierwsze rysunki i obrazy. Najwcześniejsze znane prace artysty – szkice pejzażowe, pochodzące z 1865 roku – zapewne z okolic Puław (?) – Śpiewak wioskowy (w „Jana Jaworskiego Kalendarzu Polskim Illustrowanym na r.1866”), Krajobraz leśny. |
| 1865 | Druga połowa grudnia                            | Warszawa                                                                                    | Debiut w warszawskim TZSP – obraz olejny Krajobraz (trudny do zidentyfikowania). |
| 1866 |                                                 | Warszawa                                                                                    | Praca pod wpływem twórczości Juliusza Kossaka i Józefa Brandta |
| 1866 |                                                 | Warszawa                                                                                    | Początek współpracy ilustratorskiej z Tygodnikiem Ilustrowanym |
| 1867 | Połowa lutego                                   | Warszawa                                                                                    | Wystawienie w TZSP obrazu Krajobraz leśny i szeregu innych (niepewna identyfikacja) |
| 1867 | Koniec maja                                     | Warszawa                                                                                    | Powstanie obrazu Czerkiesi pędzący do ataku – obrazu, który umożliwił Maksymilianowi Gierymskiemu zdobycie stypendium rządowego na studia za granicą (w akademii monachijskiej) – obrazu świadczącego „o fenomenalnych zdolnościach młodego twórcy” [...] Dwuletnie rządowe stypendium na studia zagraniczne, na okres od maja 1867, przedłużone następnie do listopada 1869. lub początek czerwca |
| 1867 | Koniec maja lub początek czerwca                | Warszawa-Monachium                                                                          | Wyjazd do Monachium (pierwszy list z Monachium datowany "4 czerwca"). Nawiązanie (między innymi z polecenia J. Kossaka i A. Schouppego) bliskich kontaktów ze środowiskiem polskich artystów przebywających w Monachium (zwłaszcza z J.Brandtem i B. Łaszczyńskim). |
| 1867 | 20 lipca 1867                                   | Monachium                                                                                   | Początek studiów w Akademii Sztuk Pięknych w Monachium pod kierunkiem Hermanna Anschutza i A. Ramberga |
| 1867 |                                                 | Monachium                                                                                   | Nawiązanie bliskich kontaktów z grupą artystów polskich przebywających w Monachium (między innymi J. Brandtem). Wielostronne wpływy otoczenia artystycznego, zarówno rodzimego – zwłaszcza malarstwa pejzażowego, jak i zagranicznego – dzieł muzealnych malarstwa francuskiego, holenderskiego, niemieckiego. Pierwsze wakacje poza krajem spędzone z kolegami w Alpach, między innymi w okolicach jeziora Kochel (rysunki humorystyczne zachowane z tych wycieczek) |
| 1868 |                                                 | Monachium                                                                                   | Uznanie u krytyków monachijskich, a także powodzenie na rynku sztuki, u pośredników i u publiczności. |
| 1868 | Początek roku lub koniec grudnia 1867           | Monachium                                                                                   | Praca z polecenia J. Kossaka – pod kierunkiem batalisty i malarza koni Franciszka Adama w jego prywatnym atelier. Skrócenie okresu studiów w Akademii za radą F. Adama – do października 1868. |
| 1868 | Luty                                            | Monachium                                                                                   | Pierwsze ekspozycje obrazów w Munchener Kunstverein – między innymi wystawienie prac: Wystrzał alarmowy (następnie niezidentyfikowany, jeden z pierwszych o tematyce powstańczej), nadesłanie do warszawskiego TZSP obrazuWęgierscy Cyganie |
| 1868 | Marzec                                          | Kraków                                                                                      | Wystawienie w krakowskim TPSP obrazu o tematyce patriotyczno–powstańczej Powrót bez pana (znany też jako: Powrót sługi bez pana |
| 1868 | Kwiecień                                        | Warszawa                                                                                    | Zakwalifikowanie do zakupu w warszawskiej TZSP namalowanego w Monachium obrazu Węgierscy Cyganie nadesłanego w lutym (znany też pod nazwą Obóz Cyganów) i pracy Krajobraz popołudniowy (niezidentyfikowany) |
| 1868 | Połowa maja                                     | Monachium                                                                                   | Przyjazd do Monachium na studia zachęconego przez Maksymiliana jego młodszego brata Aleksandra |
| 1868 | Sierpień wrzesień                               | Miejscowości podalpejskie                                                                   | Wspólne z bratem Aleksandrem wakacje letnie w miejscowościach podalpejskich (między innymi w Brannenburg, w okolicy Chiemsee) |
| 1868 | Koniec sierpnia                                 | Warszawa                                                                                    | Nadesłanie na ekspozycję w warszawskim TZSP obrazu Krajobraz w południe (później nieznany) |
| 1868 | Od października                                 | Monachium                                                                                   | Wspólne z Juliuszem Kossakiem atelier – początkowo jako podnajem w pracowni Franciszka Adama. Ostateczne odejście z Akademii i usamodzielnienie się. |
| 1868 | Grudzień                                        | Monachium                                                                                   | Wystawienie w Munchener Kunstverein obrazów: Czerkiesi pędzący do ataku (znany także pod nazwą Kubańscy Kozacy, wysłany następnie w lutym 1869 do Warszawy, w związku z przedłużeniem stypendium) i Pogrzeb mieszczanina (nader interesujący dla krytyków i publiczności, później zaginiony) |
| 1868 | Cały rok                                        | Monachium                                                                                   | W okresie całego 1868 roku umocnienie się pozycji M. Gierymskiego i zajęcie czołowego miejsca – obok Józefa Brandta – wśród polskich artystów pracujących w Monachium. Członkostwo w Munchener Kunstverein. |
| 1869 |                                                 | Monachium                                                                                   | Początek samodzielnej, indywidualnej drogi twórczej artysty |
| 1869 | Luty                                            | Monachium                                                                                   | Wysyłka do Warszawy obrazu Czerkiesi pędzący do ataku |
| 1869 | Wiosna                                          | Kraków                                                                                      | Wystawienie w Krakowie, w TPSP nadesłanego z Monachium obrazu Powrót Pana Tadeusza (według poematu A. Mickiewicza. (Obraz niesprzedany, zostaje, po uzgodnieniu z artystą, w czerwcu przesłany na wystawę do warszawskiego TZSP) |
| 1869 | Kwiecień                                        | Lwów                                                                                        | Nadesłanie na ekspozycję Towarzystwa Przyjaciół Sztuk Pięknych we Lwowie obrazu Alarm – niezidentyfikowany – możliwe (?), że to początkowa wersja znanego później Alarmu w obozie powstańczym(1872/1873) |
| 1869 | 20 lipca – 31 października                      | Monachium                                                                                   | Udział w I Międzynarodowej Wystawie Sztuki ("I. Internationale Kunstausstellung") w Königlicher Glaspalast w Monachium – wystawienie (nieznanych w oryginałach) obrazów Wieczornica ukraińska i Pojedynek Tarły z Poniatowskim (nawiązanie do wydarzenia z Pamiętników Kitowicza) – obrazu istotnego w rozwoju twórczym artysty, jako dowód jego zainteresowania sztuką francuską i pracami E. i J. Goncourtów, obrazu, który zapoczątkował późniejszą (1871) serię prac malarskich zwanych żartobliwie „zopfami”, szczególnie o tematyce myśliwskiej (polowania na tle pejzażu leśnego).                    |
| 1869 |                                                 | Warszawa                                                                                    | Ekspozycja w TZSP kompozycji Ubiory z czasów rokoko – studium do Pojedynku Rozwinięcie własnej koncepcji pejzażu jesiennego. |
| 1869 | Sierpień albo wrzesień.                         | Okolice Monachium                                                                           | Miesiąc wakacji spędzonych w Schleissheim koło Monachium. |
| 1869 | Jesień                                          | Monachium                                                                                   | Przyjazd do Monachium Adama Chmielowskiego (kolegi z Puław i z Warszawy) i nawiązanie z nim dialogu o istotnym później znaczeniu dla twórczości i poglądów estetycznych obu artystów. |
| 1869 | Październik                                     | Monachium                                                                                   | Niezrealizowana propozycja od F. Adama objęcia w jego zastępstwie stanowiska głównego malarza – batalisty na dworze sułtana tureckiego. |
| 1869 | Listopad – grudzień                             | Warszawa                                                                                    | Ekspozycje dwu niezidentyfikowanych obrazów pejzażowych w warszawskim TZSP (jeden z nich określany, jako Widok wiosenny). |
| 1869 | Koniec roku                                     | Wiedeń                                                                                      | Ekspozycja na wiedeńskiej międzynarodowej wystawie zorganizowanej przez Oester-Kunstverein obrazu Huzarzy austriaccy na flankierach i jego zakup na początku 1870 z funduszów Franciszka Józefa (później własność bawarskiej arcyksiężnej Gizeli). |
| 1869 | Koniec roku                                     | Monachium                                                                                   | Ugruntowanie czołowej pozycji wśród polskich artystów pracujących w Monachium |
| 1870 |                                                 |                                                                                             | Dalsze umocnienie pozycji M. Gierymskiego, jako cenionego na europejskim rynku sztuki, nawet modnego malarza. Liczne zamówienia i zakupy pośredników niemieckich i angielskich. |
| 1870 | Pierwsza dekada stycznia.                       | Monachium                                                                                   | Zakup przez Kunstverein w Monachium obrazu Szwoleżerowie bawarscy w marszu (niezidentyfikowany) |
| 1870 | 15 marca.                                       | Kraków                                                                                      | Wystawienie w krakowskim TPSP obrazu Wieczornica ukraińska (ostatni przesłany przez artystę na ekspozycję krajową). |
| 1870 | Kwiecień.                                       | Wiedeń                                                                                      | Zakup przez miejscowego kunsthandlera na międzynarodowej ekspozycji Kunstlerhaus w Wiedniu dwu obrazów: Przygoda (Przypadek) w podróży i Pastwisko polskie (Konie na pastwisku) – oba niezidentyfikowane |
| 1870 | 22 maja.                                        | Monachium                                                                                   | List. Fragment listu: [...] ”Moje pięć palców śmiało mi wystarczyć mogą” [...] nawiązujący do ostatniej (spóźnionej) raty stypendium. Liczne zamówienia na obrazy i własne atelier. |
| 1870 | 24 maja.                                        | Londyn                                                                                      | Zamówienie londyńskiego kunsthandlera na obraz – prawdopodobnie Pochód ułanów (?) |
| 1870 | 25 maja.                                        | Wiedeń                                                                                      | Zamówienie wiedeńskiego kunsthandlera na obraz Wyjazd na polowanie (znany także pod nazwą: Konna kawalkada w brzezince, później własność Muzeum Narodowego w Warszawie). |
| 1870 | Koniec maja.                                    | Warszawa                                                                                    | Zamówienie od redakcji czasopisma Kłosy na rysunki na klockach drzeworytniczych do reprodukowania ilustracji z obrazów |
| 1870 | 18 września do 6 października                   | Berlin                                                                                      | Ekspozycja na XLVII wystawie sztuki w Berlinie (Kunstausstellung der Koniglichen Akademie der Künste – Akademii Sztuk Pięknych), zakupionego na wiosnę w Wiedniu, obrazu M.Gierymskiego Przygoda (Przypadek) w podróży |
| 1870 | Do końca października.                          | Warszawa                                                                                    | Pierwsze kilkumiesięczne wakacje letnie w Warszawie u rodziny – wspólne z młodszym bratem Aleksandrem. Zawarcie przyjaznej znajomości z Prosperem Dziekońskim. |
| 1870 | Październik.                                    |                                                                                             | Przyjęte do realizacji (po powrocie z wakacji w kraju) zamówienie z Berlina – prawdopodobnie na obraz Zima w małym miasteczku (?), zapewne (?) od berlińskiego kunsthandlera Rudolpha Lepke (? obraz później zaginiony) |
| 1870 | Początek grudnia.                               | Londyn                                                                                      | Wybitny sukces międzynarodowy artysty na dorocznej zimowej wystawie w Londynie, na której był eksponowany obraz Pochód ułanów – próba przedstawienia marszowego pochodu jeźdźców w rytmicznym ruchu. Indywidualny w tym obrazie, ale typowy dla późniejszej twórczości malarza, sposób pojmowania tematyki batalistycznej – był źródłem wybitnego sukcesu artysty (późn. własn. kunsthandlera Wallisa, a następnie zaginiony) |
| 1870 | Połowa grudnia.                                 | Berlin                                                                                      | Zamówienia z berlińskiej firmy Honrath & Van Beerle. |
| 1871 |                                                 | Monachium, także 2 tygodnie we Włoszech (Wenecja, Vicenza, Werona, Riva nad jeziorem Garda) | Kontynuacja powodzenia twórczości artysty. Pozytywne oceny w wielu europejskich środowiskach kultury, dalsze zamówienia napływające szczególnie z Berlina, Hamburga, Wiednia, Londynu (brak informacji o zamówieniach z Paryża i z Warszawy). |
| 1871 | Marzec – kwiecień.                              | Monachium, Wiedeń, Hamburg                                                                  | Wystawienie najpierw w monachijskim Kunstvereinie, a następnie na międzynarodowej wystawie w Wiedniu (1 kwietnia) obrazu Wyjazd na polowanie inaugurującego późniejszą serię "zopfów" o podobnej tematyce, składającej się z kilkunastu prac kontynuujących ten sam wątek, powstałych w latach 1971–1974 – były to barwne, kostiumowe sceny z polowań, kawalkady, wyjazdy, powroty, spotkania towarzyskie, zazwyczaj na tle jesiennego pejzażu polskiego nawiązujące scenerią i kostiumami Pojedynek Tarły z Poniatowskim (zob. wyżej – rok 1869) Zamówienie na obrazy od kunsthandlera Bock’a d z Hamburga. |
| 1871 | Maj.                                            | Włochy                                                                                      | Krótki dwutygodniowy pobyt we Włoszech wraz z bratem Aleksandrem i kolegą niemieckim z Monachium (Robert Assmus?) – Wenecja, Vicenza, Werona, Riva nad jeziorem Garda. Zwiedzanie ekspozycji malarskich i fascynacja malarstwem kolorystów weneckich XVI wieku. >>U szczytu powodzenia<<. |
| 1871 |                                                 | Warszawa, Poznańskie                                                                        | Kilkumiesięczne wakacje letnie spędzone w kraju – w Poznańskiem, a zwłaszcza u rodziny w Warszawie, zapewne wspólnie z bratem Aleksandrem (?). |
| 1871 |                                                 | Monachium                                                                                   | Powstanie obrazu Modlitwa Żydów w dzień sabatu nawiązującego do szkiców takich, jak na przykład: Ulica Solec, Ulica Karowa, Kamienne Schodki. Był to prototyp późniejszego obrazu Święto Trąbek brata artysty, Aleksandra. |
| 1871 |                                                 | Monachium                                                                                   | Bardzo liczne zamówienia i propozycje udziału w wystawach |
| 1872 | Koniec 1871 lub początek 1872.                  | Monachium                                                                                   | Wystawienie w monachijskim Kunstvereinie obrazu Rewizja nocna ("nieodnaleziony") – określany przez ówczesną krytykę niemiecką jako obraz o nader głębokim „nastroju kolorystycznym”. |
| 1872 | Marzec.                                         | Wiedeń                                                                                      | Wystawienie w wiedeńskim Kunstlerhaus obrazów Rewizja nocna i Modlitwa Żydów w dzień sabatu |
| 1872 | Czerwiec.                                       | Warszawa, Monachium                                                                         | Nadesłanie na wystawę warszawskiego TZSP niesprzedanego w krakowskim TPSP obrazu Wieczornica ukraińska (tutaj pod nazwą Wieczornice). Wystawienie w monachijskim Kunstvereinie obrazu Kozacy w pochodzie idący przez miasteczko – nader pochlebnie ocenianego przez krytykę, znanego tylko z reprodukcji i fotografii. |
| 1872 | Lipiec.                                         | Monachium                                                                                   | Wystawienie obrazu Zima w małym miasteczku w monachijskim Kunstvereinie |
| 1872 | Miesiące letnie.                                | Warszawa (przez Kraków)                                                                     | Wizyta – wspólna z bratem Aleksandrem w Polsce – w Warszawie u rodziny i przejazdem w Krakowie, gdzie odwiedza J. Kossaka. Powrót w końcu września. |
| 1872 | 1 Wrzesień – 3 październik.                     | Berlin                                                                                      | Odznaczenie "małym złotym medalem" na XLVIII Wystawie – Akademii Sztuk Pięknych w Berlinie (Kunstausstellung der Koniglichen Akademie der Künste) za wystawione tam trzy obrazy: Rewizja nocna, Spacer w lesie (Ein Spazierritt im Walde), Zima w małym miasteczku. |
| 1872 |                                                 | Monachium                                                                                   | Kontynuacja aktywności i powodzenia w pracy twórczej. Znaczna poprawa sytuacji materialnej. Skargi na przemęczenie. |
| 1873 | Koniec grudnia 1872 – początek stycznia 1873    | Warszawa, Miłosław Poznańskie                                                               | Ostatnia wizyta artysty w kraju, jako delegata artystów polskich osiadłych w Monachium na pogrzeb Seweryna Mielżyńskiego w Miłosławiu Poznańskie) i spędzenie okresu świątecznego z rodziną w Warszawie. |
| 1873 | Luty                                            | Monachium                                                                                   | Pierwsze wzmianki w listach do przyjaciół (Kazimierza Epplera i Prospera Dziekońskiego) o chorobie. |
| 1873 | Koniec lutego                                   | Meran, Bad Reichenhall, Bolzano i inne                                                      | Przerwa w pracy twórczej. Artysta ciężko chory na postępującą gruźlicę płuc pod opieką brata Aleksandra i odwiedzającego go Adama Chmielowskiego. Intensywna kuracja w Meran, Bad Reichenhall, Bolzano i inne miejscowości alpejskie. Nieliczne szkice pejzażowe. |
| 1873 | Luty, marzec, kwiecień.                         | Monachium                                                                                   | Udział zorganizowanej przez monachijski "Kunstverein" ekspozycji obrazów przeznaczonych na Wystawę Światową (Weltausstellung) w Wiedniu – ogółem 6 obrazów (Wiosna w małym miasteczku, Noc, Alarm w obozie powstańczym, Motyw z Warszawy z ulicy Czerniakowskiej, Patrol powstańczy, Pochód Kozaków lub zwany inaczej Kozacy w pochodzie – później nieodnaleziony, transpozycja wcześniejszej kompozycji Pochód ułanów z 1870). |
| 1873 | Połowa marca                                    | Berlin                                                                                      | Wystawienie w Berlinie w salonie Rudolfa Lepke, przy Unter den Linden 4, dwu obrazów M.Gierymskiego: Patrol powstańczy i Scena z polskiego powstania (Szene aus der polnischen Insurection – prawdopodobnie Alarm w obozie powstańczym?). |
| 1873 | Około 23 marca                                  | Meran                                                                                       | Wyjazd, w związku z gwałtownym pogorszeniem się stanu zdrowia i rozpoznaniem zapalenia opłucnej (a prawdopodobnie gruźlicy płuc?), pod opieką brata Aleksandra, na kurację do dr Pilchnera w Meranie. Początek prowadzenia przez artystę osobistego dziennika – osobiste przemyślenia, próba konsekwentnego systemu myśli estetycznej. |
| 1873 | Od 1 maja (do 2 listopada)                      | Wiedeń                                                                                      | Uczestnictwo w Powszechnej (Światowej) Wystawie w Wiedniu i nagroda "za malarstwo". Wystawienie tamże, w dziale niemieckim, obrazów: Patrol powstańczy (znany także pod odmiennymi nazwami: Pikieta powstańcza w 1863 roku, lub Zwiady na forpoczcie), z lat 1872/1873), Alarm w obozie powstańczym(1872/1873, zaginiony), Pochód kozaków, Kozacy w pochodzie idący przez miasteczko (1872, zaginiony), Modlitwa Żydów w dzień sabatu, Noc (1872/1873), Wiosna w małym miasteczku – jako przykłady dojrzałej twórczości artysty (nowatorska wizja pejzażu mazowieckiego).                                    |
| 1873 | 30 maja                                         | Bad Reichenhall                                                                             | Zmiana miejsca kuracji: Bad Reichenhall, gdzie spędza okres do końca lata, w związku z ciężkim stanem zdrowia i zaleceniem lekarzy. |
| 1873 |                                                 | Warszawa                                                                                    | Niepowodzenie planów matrymonialnych (z Pauliną Tomaszewiczówną). |
| 1873 | Koniec sierpnia                                 | Wiedeń                                                                                      | Kilkudniowa wyprawa do Wiednia na Wystawę Światową – 4-dniowe zwiedzanie ekspozycji, artysta „wożony w fotelu na kółkach” (bez wiedzy lekarzy). |
| 1873 | Październik                                     | Monachium                                                                                   | Odwiedziny młodszej siostry Klotyldy i matki Pauliny Tomaszewiczówny (Jadwigi z Kołaczkowskich Tomaszewiczowej). Ponad miesięczna wycieczka w towarzystwie siostry i brata do Bolzano, Trento, Merano i innych miejscowości alpejskich i ponowne zwiedzanie Wenecji i Werony. |
| 1873 | Koniec listopada                                | Rzym                                                                                        | Zgodnie z zaleceniem lekarzy dotyczącym zmiany klimatu – przeniesienie się (wraz z bratem Aleksandrem) do Rzymu i próba osiedlenia się we Włoszech. Gwałtowny – mimo stałej opieki lekarskiej – nawrót zaostrzającej się choroby. Wspólne zamieszkiwanie z bratem Aleksandrem; kontakty koleżeńskie utrzymywane jedynie z Łaszczyńskim. |
| 1873 | Koniec listopada                                | Rzym                                                                                        | Ostatnie próby malarskie – powstanie obrazu Widok z tarasu w Rzymie (po niemal rocznej przerwie w pracy malarskiej). |
| 1874 | Koniec stycznia                                 | Monachium                                                                                   | Początek pracy nad opóźnioną, z powodu choroby, realizacją zamówienia z Berlina (zapewne berlińskiego kunsthandlera Rudolpha Lepke?) na obraz Polowanie „par force” na jelenia (początkowo, do 1922 w kolekcji National-Galerie w Berlinie, później zbiorach prywatnych w Sammlung Schafer w Schweinfurt). Obraz nie wystawiany nigdy w Polsce, znany z fotografii i reprodukcji. |
| 1874 | 14 lutego.                                      | Warszawa                                                                                    | Kurier Warszawski (1874, nr 35 z 14 lutego, s. 1) – niepokojąca notatka o zagrażającej życiu chorobie artysty. |
| 1874 | 27 marca i 9 kwietnia.                          | Berlin                                                                                      | Na plenarnych posiedzeniach Królewskiej Akademii Sztuk Pięknych (Konigliche Akademie der Kunste) w Berlinie Maksymilian Gierymski zostaje powołany na zwyczajnego członka zagranicznego (jako jedyny, z polskich artystów, z wyjątkiem Jana Matejki). |
| 1874 | Czerwiec                                        | Rzym–Bad Reichenhall                                                                        | Samotny wyjazd artysty z Rzymu, w obawie przed upałami, do Monachium, gdzie korzysta z konsultacji lekarskich. Niebawem – zgodnie z zaleceniami lekarskimi – wyjazd na kilkumiesięczny pobyt kuracyjny do Bad Reichenhall. Zamieszkał tam w willi „Barak” na Kirchbergu, a jego przybycie zostało zarejestrowane pod datą 1 sierpnia. W drodze krótkotrwałe zatrzymanie się w Rotach bei Scheurer am Tegernsee. Gwałtowne pogorszenie stanu zdrowia pomimo leczenia. |
| 1874 | 6 września do 1 października.                   | Berlin                                                                                      | Wystawienie na XLIX Wystawie Sztuki w Królewskiej Akademii Sztuk Pięknych (Konigliche Akademie der Kunste) w Berlinie dwu obrazów artysty: Nad Wisłą (inaczej nazwany: Przejażdżka po Wiśle – znany tylko z opisów i recenzji krajowych) i Polowanie „par force” na jelenia (por. wyżej) |
| 1874 | 16 września                                     | Bad Reichenhall                                                                             | Śmierć, w wieku 28 lat, w Bad Reichenhall, w wyżej wymienionej willi "Barak" na Kirchbergu. Pogrzeb na cmentarzu Św.Zenona w Bad Reichenhall z udziałem jedynie brata Aleksandra oraz dwu przyjaciół Adama Chmielowskiego i Romana Padlewskiego albo Bolesława Łaszczyńskiego. |

## Wybrane dzieła
- Adiutant sztabowy z 1830 roku (1869), 37,5 × 46 cm, Muzeum Narodowe w Warszawie
- Droga wśród drzew (1870), 35 × 28 cm, Muzeum Narodowe w Krakowie
- Jabłoń nad potokiem (ok. 1868), 35 × 45 cm, Muzeum Narodowe w Krakowie
- Konna kawalkada w brzezince (1870-71), 65,5 × 117 cm, Muzeum Narodowe w Warszawie
- Krajobraz jesienny – studium pejzażu (1868-69), 12,5 × 23,5 cm. Muzeum Narodowe w Warszawie
- Krajobraz leśny (1866), 33 × 43 cm, Muzeum Narodowe w Krakowie
- Krajobraz o wschodzie słońca – przedświt (1869), 26,5 × 36,5 cm, Muzeum Narodowe w Warszawie
- Noc (1872-73), 48 × 80 cm, Muzeum Narodowe w Warszawie
- Obóz Cyganów I (1867-68), 40 × 63 cm, Muzeum Narodowe w Krakowie
- Obóz Cyganów II (1867-68), 16 × 38 cm, Muzeum Narodowe w Krakowie
- Patrol polski 1830 roku (1869), 35 × 51 cm[40]
- Patrol powstańczy (1872-73), 60 × 110 cm, Muzeum Narodowe w Warszawie
- Patrol powstańczy przy ognisku (1872), Muzeum Narodowe w Poznaniu
- Pogrzeb mieszczanina (1868), 26 × 36 cm, Muzeum Narodowe w Warszawie
- Polowanie w lesie (1872), 27 × 32 cm, Muzeum Narodowe w Warszawie
- Potyczka z Tatarami (1867), 47 × 53 cm, Muzeum Sztuki w Łodzi
- Powstaniec z 1863 roku (1869), 31 × 24 cm, Muzeum Narodowe w Warszawie
- Rzeka (1868-70), 24,8 × 32,9 cm, Muzeum Śląskie w Katowicach[41]
- Scena powstańcza w nocy (ok. 1869), 54,5 × 82 cm. Muzeum Narodowe w Warszawie
- Sosny. Studium do obrazu „Czerkiesi pędzący do ataku” (1868), 43 × 29 cm, Muzeum Śląskie w Katowicach
- Szarża rosyjskiej artylerii konnej (1867), 40 × 60 cm, Muzeum Narodowe w Warszawie
- Trębacz – Z polowania (ok. 1872), 17 × 22 cm, Muzeum Okręgowe w Toruniu
- Wyjazd na polowanie I (1871), 65 × 116 cm, Muzeum Narodowe w Poznaniu
- Wyjazd na polowanie II (1871), 66 × 116 cm, Muzeum Narodowe w Warszawie
- Wymarsz powstańców ze wsi w 1863 roku (1867), 17,3 × 28,7 cm, Muzeum Narodowe w Warszawie
- Zima w małym miasteczku (1872), 76 × 126 cm, Muzeum Narodowe w Krakowie
- Zwiad kozaków kubańskich (1868-69), 42 × 66,5 cm, Muzeum Narodowe w Warszawie

## Odniesienia w kulturze
Postać Maksymiliana Gierymskiego pojawia się w filmie Brat naszego Boga (na podstawie sztuki Karola Wojtyły) w reżyserii Krzysztofa Zanussiego. W jego rolę wcielił się austriacki aktor Christoph Waltz.